# Додавање (рагби 13)
У рагбију 13, јајаста лопта се сме додавати саиграчу само уназад. 
Ако рагбиста баци лопту унапред, судија прекида игру и додељује скрам противничкој екипи.

## Видео снимци
Технике додавања и вежбе за пас у рагбију 13.